# گورگن خاچاطریان (زبان‌شناس)
گورگن کیپرونی خاچاطریان (ارمنی: Գուրգեն Կիպրոնի Խաչատրյան؛ زادهٔ ۱ فوریهٔ ۱۹۵۳) زبان‌شناس اهل ارمنستان است.

## زندگی‌نامه
وی در ۱ فوریهٔ ۱۹۵۳ در جیلیزا، شهرستان تومانیان به دنیا آمد و از دانشگاه دولتی وانادزور (۱۹۷۷) و انستیتو زبان هراچیا آجاریان فرهنگستان ملی علوم جمهوری ارمنستان (۱۹۸۴) فارغ‌التحصیل گشت. وی برنده جوایزی همچون مدال موسس خورناتسی، مدال گریگور نارکاتسی و مدال یادبود نخست‌وزیر ارمنستان است. وی از سال ۲۰۱۲ عضو اتحادیه نویسندگان ارمنستان است.